# Satar Jabar

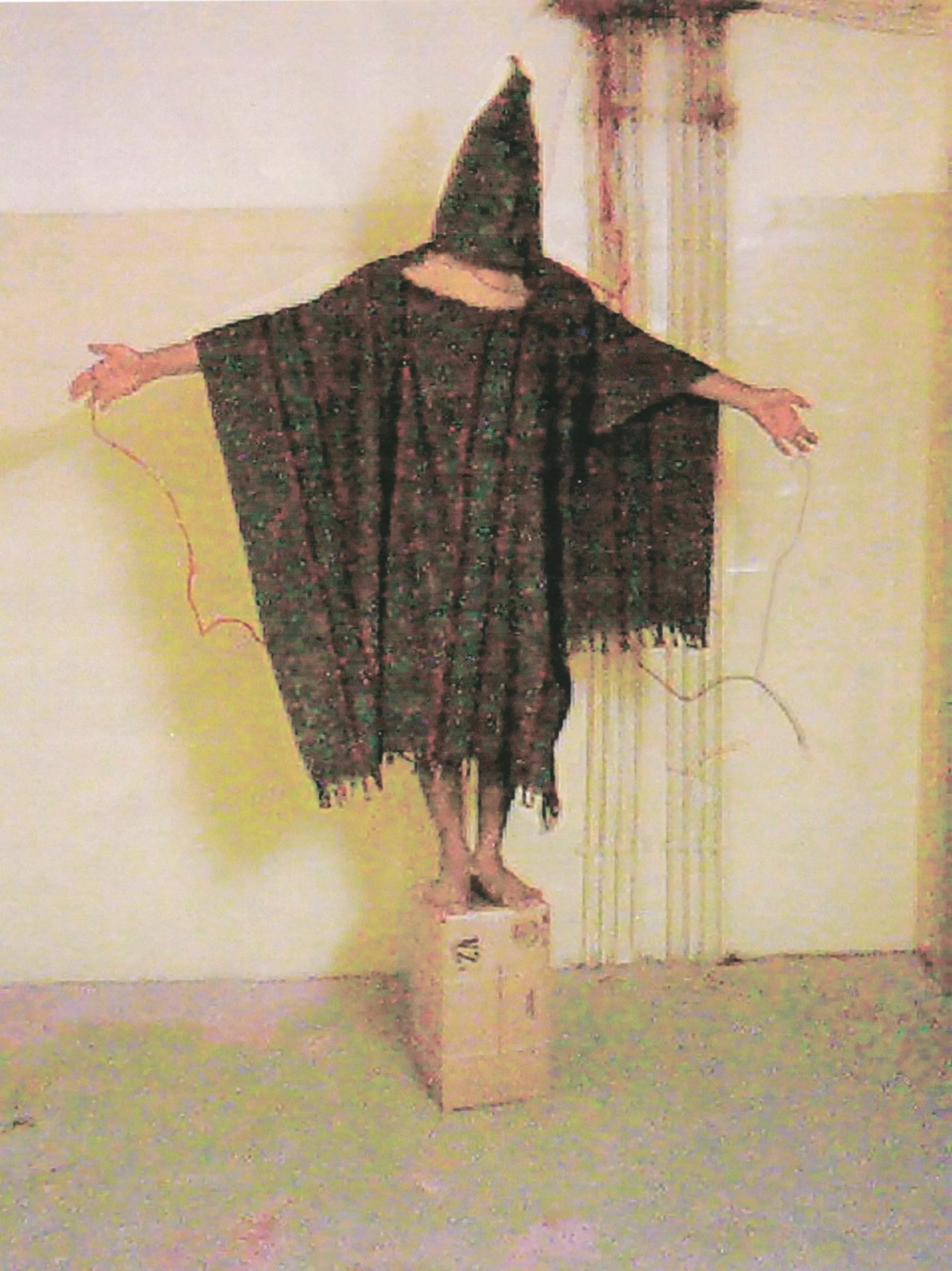
Satar Jabar.

Ali al-Qaisi (Saltar Jabar) fue un prisionero de la cárcel de Abu Ghraib sujeto a tortura psicológica mientras estaba allí. Jabar estaba acusado de un delito de robo de coches, no por terrorismo como se cree comúnmente.
Jabar fue encapuchado, colocado de pie sobre una caja, y se le ataron cables a ambas manos y a su pene, diciéndole que sería electrocutado si caía. La réplica del ejército estadounidense fue que los cables no estaban conectados y que el prisionero nunca corrió un peligro real de electrocución. Jabar más tarde contradijo esto declarando en una entrevista que los cables estaban electrificados y fueron usados para provocarle calambres.
La imagen de su tortura fue una de las más usadas por los medios de comunicación para ilustrar el escándalo de la tortura en Abu Ghraib y con frecuencia apareció como símbolo en viñetas políticas y grafitis.